# موردوین‌ها

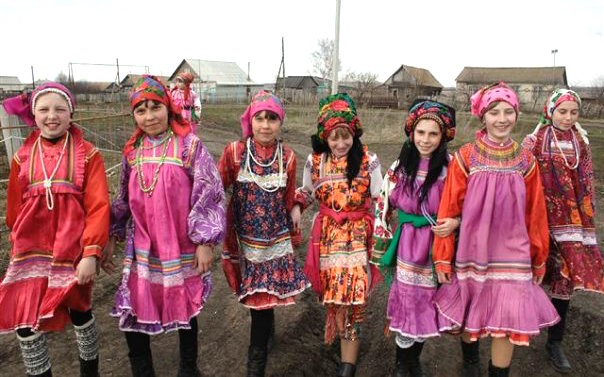
دختران موردوینی در لباس‌های محلی این ناحیه

مُردوین, مُردوا یا مردوینیایی‌ها (ارزیا: эрзят/erzät, موکشا: мокшет/mokšet, روسی: мордва/mordva), مردمانی هستند که به یکی از زبان‌های اورالی سخن می‌گویند و در جمهوری موردوویا و دیگر بخش‌های پیرامون میانهٔ رود ولگا در روسیه می‌زیند.